# Juan Esteban Vasco
Juan Esteban Vasco fue un conquistador extremeño, además de ser leal a los capitanes que lo aceptaron en sus mesnadas, fue uno de los que intervino en la fundación de ciudades que hoy jalonan los Andes colombianos y venezolanos. 

## Biografía
Juan Esteban Vasco, hijo de Vasco Hernández y Elvira Martín, nació en Palomas (Badajoz) sobre 1529 y el 28 de agosto de 1539, a los diez años, obtiene licencia para pasar a Cuba, donde por su corta edad debió de desempeñar alguna función doméstica, como paje o criado de algún personaje.
Después de su prolongada estancia en Cuba durante diez años, cuando se hizo hombre, debió de hastiarse de la actividad doméstica que desempeñaba e, impelido por el momento crematístico que estaba en boga en aquellas fechas, en 1549 llegaba al Nuevo Reino de Granada para incorporarse a la conquista del territorio colombiano. 

## Campañas neogranadinas
Como soldado, se enrola en las huestes del navarro Pedro de Ursúa y primeramente participa en la pacificación de los indígenas de la zona y en la fundación de la Pamplona andina; después de esta fundación, Ursúa marchará al territorio de los indios muzos y Juan Esteban le sigue en su periplo y participará en varias acciones como soldado de avanzadilla, interviniendo también en la fundación de Tudela de los Muzos, de efímera vida.  
Al ser nombrado Ursúa Justicia Mayor de Santa Marta, durante los próximos dos años Esteban Vasco actúa como destacado capitán conquistando y pacificando el territorio de los tayronas en las estribaciones  de la Sierra de Santa Marta.Cuando se produce la insurrección de Alvaron de Oyón, a finales de 1553, también con Pedro de Ursúa, Esteban Vasco pasaba a la ciudad de Popayán para reprimir y castigar a los alzados de aquell asonada, porque el capitán Álvaro de Oyón, se había rebelado contra el poder real.

## Fundación de Mérida
Resuelto el conflicto de Oyón, Esteban Vasco volvía a Pamplona con Pedro de Ursúa ya que éste preparaba la conquista de las Sierras Nevadas, pero de momento otros quehaceres conquistadores de Ursúa relegaron entonces lo proyectado. En julio de 1558, salía hacia las Sierras Nevadas al mando de Juan Rodríguez Suárez para la conquista del territorio y la fundación de Mérida.
Juan Esteban, además de fiel amigo de Rodríguez Suárez y su hombre de confianza, aparece en todas las misiones destacadas que se originan durante el trayecto desde Pamplona hasta las Sierras Nevadas. Su incansable actividad, su arrojo y su fraterna lealtad a Rodríguez Suárez lo señalarán como el mejor colaborador que tuvo el capitán extremeño. Después de la fundación de Mérida, Juan Esteban Vasco era nombrado alcalde la nueva ciudad.
Pero durante el periodo de la conquista americana también salían a relucir diferencias de criterio entre los hombres que participaron en el proceso. Por cuestiones de competencia castrense y líos de faldas (ya que ambos pretendían a la misma mujer), Juan Rodríguez Suárez y el capitán Juan Maldonado no simpatizaban desde hacía algún tiempo, y siempre que tenían ocasión sacaban a relucir sus diferencias o hacían comentarios de sus logros personales o de los fracasos del contrario. Este enfrentamiento entre los dos caudillos iba a causarle serios problemas al extremeño. 
Cuando se ha fundado Mérida, cinco o seis días después, y por encargo de Rodríguez Suárez, Juan Esteban y otros dos salen para Bogotá a informar a la Real Audiencia de la reciente acción fundadora, pero en Pamplona son detenidos estos emisarios y conducidos presos por orden del influyente Juan de Maldonado. Posteriormente, cuando en Mérida es detenido Rodríguez Suárez por mandato de Maldonado, el fundador y los emisarios que ha mandado a dar noticia de la fundación, son conducidos presos a Bogotá, e injustamente acusados de numerosos delitos.

## La escapada
Los días pasan, la tensión aumenta, las intrigas se agudizan, las acusaciones se oficializan, la condena a muerte se baraja, las autoridades no prestan oídos a sus justas apelaciones... y los presos no están dispuestos a dejarse cortar la cabeza por el simple hecho de haber fundado una ciudad sin tener licencia para ello. 
Preocupados y desesperados siguen en la cárcel y con la ayuda de los extremeños, el obispo fray Juan de los Barrios y el deán Francisco Adame, una noche se fugan de la prisión y poniendo tierra de por medio, van a refugiarse al territorio venezolano nor-occidental que entonces dependía de la Real Audiencia de Santo Domingo.
En su accidentada huida, los desesperados evadidos toman el camino de Tunja y Juan Esteban Vasco que había sido condenado a diez años de galeras, antes de llegar a Pamplona, se separa del grupo y marcha por el camino de Valledupar. 
Posteriormente a la evasión carcelaria, Juan Esteban, será condenado a muerte por la Real Audiencia de Santa Fe de Bogotá, pero dado el prestigio que tiene de buen soldado, seguirá en el territorio colombiano marchando a la comarca de los muzos, donde correrá a socorrer al capitán Juan Lanchero que se encontraba rodeado por una avalancha de indígenas. 

## Sus últimas batallas
Después de aquietada la indiada de la conflictiva zona de los muzos, sobre 1561, fundaban el poblado de La Trinidad de los Muzos en la zona de las esmeraldas en compañía de los extremeños que salieron de la Mérida andina para participar en esta acción represiva, Juan Alonso de la Torre y Miguel de Trejo Panyagua. 
A partir de esta fundación, Juan Esteban, no dejará de participar en todas las ocasiones de conquista que se presenten, donde será herido cinco veces, ya que se destacaba por sus excelentes dotes castrenses y su arrojada valentía; además solía  contribuir a estas jornadas castrenses con armas, caballos y sustento de los soldados que tenía bajo su mando. 
Ante tal desprendido comportamiento conquistador y las dotes castrenses que le adornaban, la Real Audiencia hizo la vista gorda y al bravo soldado nunca más le reclamaron su osadía de evadirse de la cárcel bogotana, ni lo molestaron por haber ayudado a evadirse aquel bravo capitán, Rodríguez Suárez, que murió en defensa de los intereses de la Corona..
Avecindado definitivamente en el poblado neogranadino de La Palma, y como próspero encomendero, allí casó con la extremeña Beatriz de Saldaña y tuvieron dos hijos: Francisco e Isabel Ortiz Vasco que perpetuaron la raza extremeña en las tierras colombianas.